# Abblattung
Die Abblattung oder Abplattung ist eine Formgebung von Werkstücken im Holzbau sowie im Innenausbau und im Möbelbau.
Im Holzbau ist die Abblattung eine Fläche, die hinter der Hauptkante eines Balkens oder eines Brettes zurückliegt.
Im Innenausbau und Möbelbau ist es die Verjüngung von Füllungen auf die Nutbreite der Rahmenhölzer, in die sie eingeschoben werden. Diese hauptsächlich im Schreiner- bzw. Tischlerhandwerk angewandte Technik wird auch Abgründung oder Abarbeitung der Ränder genannt. Eingesetzt wird sie unter anderem bei Füllungen von Türen oder Wandverkleidungen.